# Санокский повет
Санокский повет (пол. Powiat sanocki) — повет (район) в Польше, входит как административная единица в Подкарпатское воеводство. Центр повета — город Санок. Занимает площадь 1225,12 км². Население — 95 652 человека (на 30 июня 2015 года).

## Административное деление
- города: Санок, Загуж
- городские гмины: Санок
- городско-сельские гмины: Гмина Загуж
- сельские гмины: Гмина Беско, Гмина Буковско, Гмина Команьча, Гмина Санок, Гмина Тырава-Волоска, Гмина Заршин

## Демография
Население повета дано на 30 июня 2015 года.

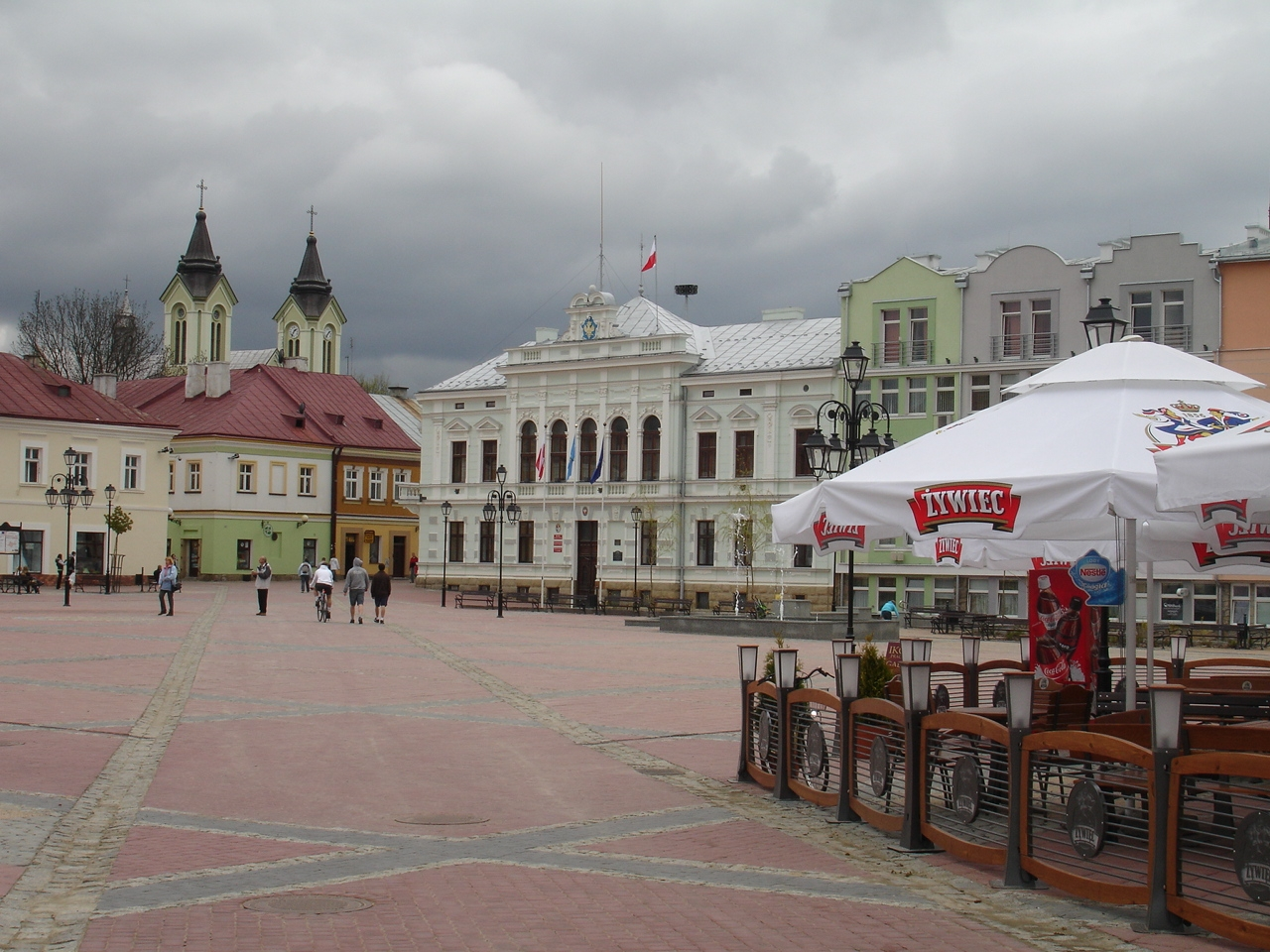
Рынок — Старая Ратуша. Санокский повет

| Перепись            | Всего  | Мужчины | Женщины |
| ------------------- | ------ | ------- | ------- |
| Всего               | 95 652 | 46 853  | 48 799  |
| Городское население | 43 713 | 20 971  | 22 742  |
| Сельское население  | 51 939 | 25 882  | 26 057  |